# Stadion Sparty na Letné
Fotbalový stadion na Letné v Praze (od listopadu 2022 sponzorským názvem epet ARENA) používá pro své domácí zápasy fotbalový klub AC Sparta Praha a česká fotbalová reprezentace. S kapacitou 18 349 diváků je to druhý největší fotbalový stadion v Česku.
V areálu západně od stadionu bylo ještě menší hřiště, na němž hrál převážně rezervní tým Sparty a konaly se zde tréninky A týmu. V listopadu 2019 jej však majitel klubu zrušil a začal připravovat hotelový projekt.

## Historie

### První stadion s dřevěnými tribunami
Stadion je v provozu od roku 13. května 1917, kdy ve svém prvním zápase Sparta Praha porazila 3:2 Viktorii Plzeň. Premiérovou branku vsítil legendární Antonín Janda-Očko, kanonýr železného týmu začátku dvacátých let.
První stadion s dřevěnou konstrukcí byl otevřen v roce 1921. V roce 1934 bylo rozhodnuto o rozšíření kapacity na 45 000 diváků, v témže roce však vyhořela hlavní dřevěná tribuna. V roce 1937 byla otevřena nová železobetonová hlavní tribuna (autor V. Slavík), která dnes představuje cennou konstruktivistickou památku. Její stavbu realizovalo podnikatelství staveb Ing. Jana Matouška a Ing. Dr. Karla Skorkovského. Automatické telefonní zařízení pro ni dodala firma Standard Electric Doms & Spol.
V roce 1957 zachvátil jihovýchodní roh dřevěných tribun včetně vstupu na stadion požár, který se podařilo uhasit po rychlém zásahu tehdejšího pražského požárního sboru.

### Přestavba tribun na železobetonové
V říjnu roku 1966 po utkání 2. kola Veletržního poháru s FC Bologna (2:2) byla zahájena zásadní rekonstrukce stadionu za 22,5 milionu Kčs, jejíž autory byli Vladimír Syrovátka a Cyril Mandel z Pražského projektového ústavu. Nejdříve byly zbořeny všechny dřevěné tribuny a ochozy národním podnikem Tesko za vydatné pomoci brigádníků a 9000 m2 trávníku bylo přeneseno na Letenskou pláň.
Hřiště bylo poté zahloubeno o 2,9 metru, což umožnilo udržet horizont stadionu se sousedními domy. Na svazích byly následně podnikem Armabeton Praha vybetonovány schodišťové stupně na stání a nad nimi postaveny nové tribuny s ocelovou konstrukcí dodanou z vítkovických železáren ve spolupráci s Hutními montážemi Ostrava. Tyto tribuny byly osazeny dřevěnými lavicemi na sezení, svým půdorysem citlivě integrovaly původní hlavní tribunu a uzavřely tak stadion dokola.
V polovině září 1968 začali pracovníci podniku Sady, lesy, zahradnictví pokládat zpět trávník z Letenské pláně. Zároveň probíhala instalace rampového osvětlení na střechy tribun.
Nový sparťanský stadion se stal prvním v československé fotbalové historii, který byl dvoupodlažní a neměl hlediště a hřiště oddělené plotem. V hlavní tribuně bylo umístěno moderní sportovní rehabilitační centrum se saunou, bazénem a vodoléčbou. Zahajovacím zápasem na novém stadionu pro 35 580 diváků byl 7. května 1969 duel proti Austrii Vídeň (1:2). V tomto mezidobí hrála Sparta své domácí zápasy ve starém Edenu.
Vnější strana jižní tribuny směrem k Letenské pláni sloužila za socialismu komunistickým funkcionářům při prvomájových průvodech, vojenských přehlídkách a podobně. Přes námitky Antonína Kapka byla tato přehlídková tribuna po celou socialistickou éru vyzdobena ocelovou abstraktní plastikou „zakázaných“ autorů Vladimíra Janouška a Jiřího Nováka. Tato plastika z neznámých důvodů nepřežila až následnou modernizaci stadionu. Autorem sochy Brankáře před hlavní tribunou je sochař Zdeněk Němeček. Z této tribuny pak promluvila řada osobností včetně pozdějšího prezidenta Václava Havla i v přelomovém listopadu 1989.

### Osazení celého stadionu sedačkami
V listopadu 1993, po posledním podzimním ligovém utkání s Drnovicemi (0:0), byla zahájena celková modernizace stadionu spočívající především v osazení všech míst sedačkami a splnění tehdejších norem, čímž se jeho kapacita snížila na 20 854 míst. 9. září 1994 byl stadion znovu otevřen u příležitosti derby se Slavií (0:0). V tomto mezidobí hrála Sparta své domácí zápasy na stadionu Evžena Rošického.

### Vyhřívání, velkoplošné obrazovky, VIP sekce
V létě roku 2001 bylo instalováno vyhřívání hrací plochy technologie firmy REHAU, spolu s tím byl instalován i závlahový systém technologie RAIN-BIRD. V letní přestávce 2005 proběhla kompletní rekonstrukce osvětlení stadionu - hrací plochy, tribun i ochozů.
V roce 2009 byly odstraněny ploty mezi hřištěm a hledištěm a byly nainstalovány 2 velkoplošné obrazovky. V roce 2010 a 2011 ve spolupráci se společností Pražská plynárenská proběhla v obou patrech protilehlé tribuny instalace infračervených zářičů od německé společnosti SCHWANK, čímž se zvýšil komfort fanoušků v chladném počasí. Toto vytápění ponechal klub z důvodu energetické krize způsobené válkou na Ukrajině v zimě roku 2022 vypnuté.
Od roku 2012 se vedení klubu snaží rozšiřovat kapacity VIP sekce, která v té době pojala pouze 400 hostů. Největším zásahem v tomto ohledu byla celková rekonstrukce hlavní tribuny na přelomu let 2014 a 2015. Vznikly na ní 2 patra skyboxů, byla vyměněna většina plastových sedaček za polstrované a podstatně rozšířeny vnitřní prostory pro významné hosty a partnery klubu. Díky tomu je pro ně od léta 2023 vyhrazeno až 776 míst. Spolu s dalšími úpravami na stadionu to však obnášelo postupné snižování celkové kapacity stadionu až na 18 349 míst.

### Azyl pro jiné týmy
V letech 1945 až 1948 zde měla Slavia azyl poté, co její nedaleký stadion na letenské pláni vypálila německá vojska při Pražském povstání. Po jeho rekonstrukci však tehdejší komunistická vláda rozhodla o vybudování Stalinova památníku, jemuž rekonstruovaný stadion překážel a tak se musela Slavia v roce 1950 opět stěhovat a po dobu necelých tří let využívala stadiony Bohemians, strahovský „Armádní stadion“ a stadion Sparty na Letné.
Dne 28. února 2002 zde odehrál tým FC Slovan Liberec svůj odvetný domácí zápas osmifinále Poháru UEFA proti Olympique Lyon (4:1), neboť jeho stadion U Nisy disponoval podle delegátů UEFA neregulérním stavem hrací plochy.
Dne 14. března 2002 zde odehrál tým FC Slovan Liberec svůj úvodní domácí zápas čtvrtfinále Poháru UEFA proti Borussii Dortmund (0:0), neboť jeho stadion U Nisy disponoval podle delegátů UEFA neregulérním stavem hrací plochy.
Dne 29. července 2010 zde odehrál tým FC Viktoria Plzeň svůj úvodní domácí zápas kvalifikace EL UEFA proti Besiktasi Istanbul (1:1), neboť jeho stadion ve Štruncových sadech pro takové utkání neodpovídal kritériím UEFA.
Dne 3. srpna 2023 zde odehrál tým Bohemians Praha 1905 svůj odvetný domácí zápas kvalifikace EKL UEFA proti Bodø/Glimt (2:4), neboť jeho stadion Ďolíček pro takové utkání neodpovídal kritériím UEFA.
Dne 14. října 2023 zde odehrála reprezentace Ukrajiny svůj domácí kvalifikační zápas na EURO 2024 proti reprezentaci Severní Makedonie (2:0) z důvodu probíhající ruské invaze na jejím území.
Dne 7. září 2024 zde odehrála reprezentace Ukrajiny svůj domácí zápas Ligy národů B proti reprezentaci Albánie (1:2) z důvodu probíhající ruské invaze na jejím území.

## Historické názvy

### Stadion
Stadion na Letné nesl podle sponzora mezi lety 2003 a 2007 název Toyota Arena. V roce 2007 se stala novým partnerem stadionu pojišťovna AXA a název se změnil na AXA Arena. Před začátkem sezóny 2009/2010 se opět změnil partner a od té doby stadion nese název podle pojišťovny Generali Arena; v souvislosti se sloučením pojišťoven a jejich novým názvem došlo od jarní části ligového ročníku 2019/2020 i k přejmenování stadionu na Generali Česká pojišťovna Arena. 22. listopadu 2022 došlo k dalšímu přejmenování na nový název epet ARENA. 

### Tribuny
Dne 23. listopadu 2013 byla před zahájením ligového utkání Sparty proti Mladé Boleslavi (4:1) u příležitosti oslav 120. výročí od založení Sparty pojmenována hlavní tribuna po Andreji Kvašňákovi, který byl již předtím zvolen fanoušky „Sparťanem století“.
Dne 26. listopadu 2023 byly před zahájením ligového utkání Sparty proti Zlínu (2:0) u příležitosti oslav 130. výročí od založení Sparty pojmenovány i ostatní tribuny podle dalších klubových legend. Protilehlá tribuna byla pojmenována podle Karla „Kádi“ Peška, jižní tribuna za brankou byla pojmenována podle Václava Ježka a severní tribuna za brankou byla pojmenována podle Vlasty Buriana.

## Budoucí výhled
Kolem roku 2010 probíhaly přípravy na rekonstrukci stadionu zahrnující např. rozšíření kapacity hlavní tribuny (kapacita stadionu se měla navýšit na cca 25 000 míst) a nové zastřešení tribun. Uvažovalo se i o venkovním plášti ochozů.
Ředitel komerčního úseku AC Sparta Praha Tomáš Křivda v roce 2023 prozradil, že Sparta se bude do budoucna stěhovat z Letné. Důvodem je, že stadion nevyhovuje některým kritériím UEFA a v okolí stadionu není dost prostoru pro jeho další expanzi. Sparta plánuje vybudovat na vlastní náklady nový stadion pro 35 000 diváků, hlavní zvažovanou variantou umístění je uzavřený stadion Evžena Rošického.
23. června 2023 valná hromada FAČR pověřila výkonný výbor, aby jednala se Spartou o nové výstavbě národního stadionu na Strahově.

## Doprava

### Tramvajové spojení

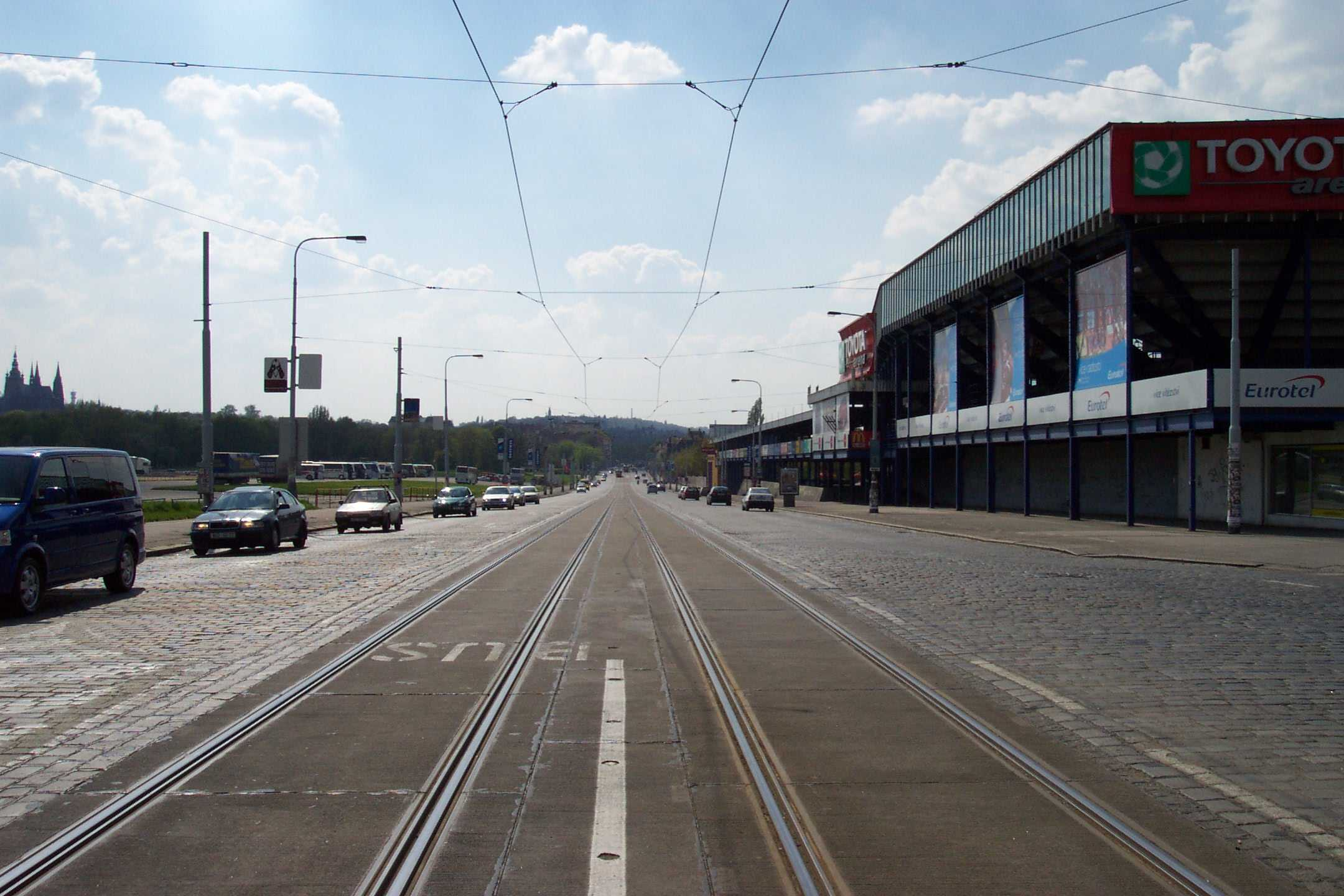
Trať na Letenské pláni u stadionu Sparty (květen 2006)

Již od 21. listopadu 1908 byla zprovozněna před místem budoucího stadionu tramvajová trať k bývalému nádraží Bruska (o rok později až do střešovické vozovny). Její součástí byla tramvajová zastávka Sparta (v roce 1929 i 1938 název U Sparty, v roce 1948 měla zastávka již dnešní název) na křižovatce Belcrediho třídy (dnes ulice Milady Horákové) a ulice U Sparty.
23. října 1937 byla dokončena jednokolejná bloková smyčka Sparta, vedená ulicemi Korunovační, Na Výšinách a U Sparty. Od 30. dubna 1955 byl doplněn dvojkolejný oblouk ve směru od Špejcharu a ke smyčce byla přibudována kolej do Komsomolské ulice (dnes Jana Zajíce) ve funkci vratného trojúhelníku. Od 2. listopadu 1961 bylo v rámci rozšíření Korunovační ulice odstraněno napojení smyčky Sparta do Korunovační ulice. Zrušení zbytku smyčky bylo dokončeno dne 6. října 1978 v souvislosti s otevřením metra A a zprovozněním smyčky na Špejcharu. Později byla zastávka Sparta přesunuta ke křižovatce ulic Milady Horákové, Korunovační a Nad Štolou.

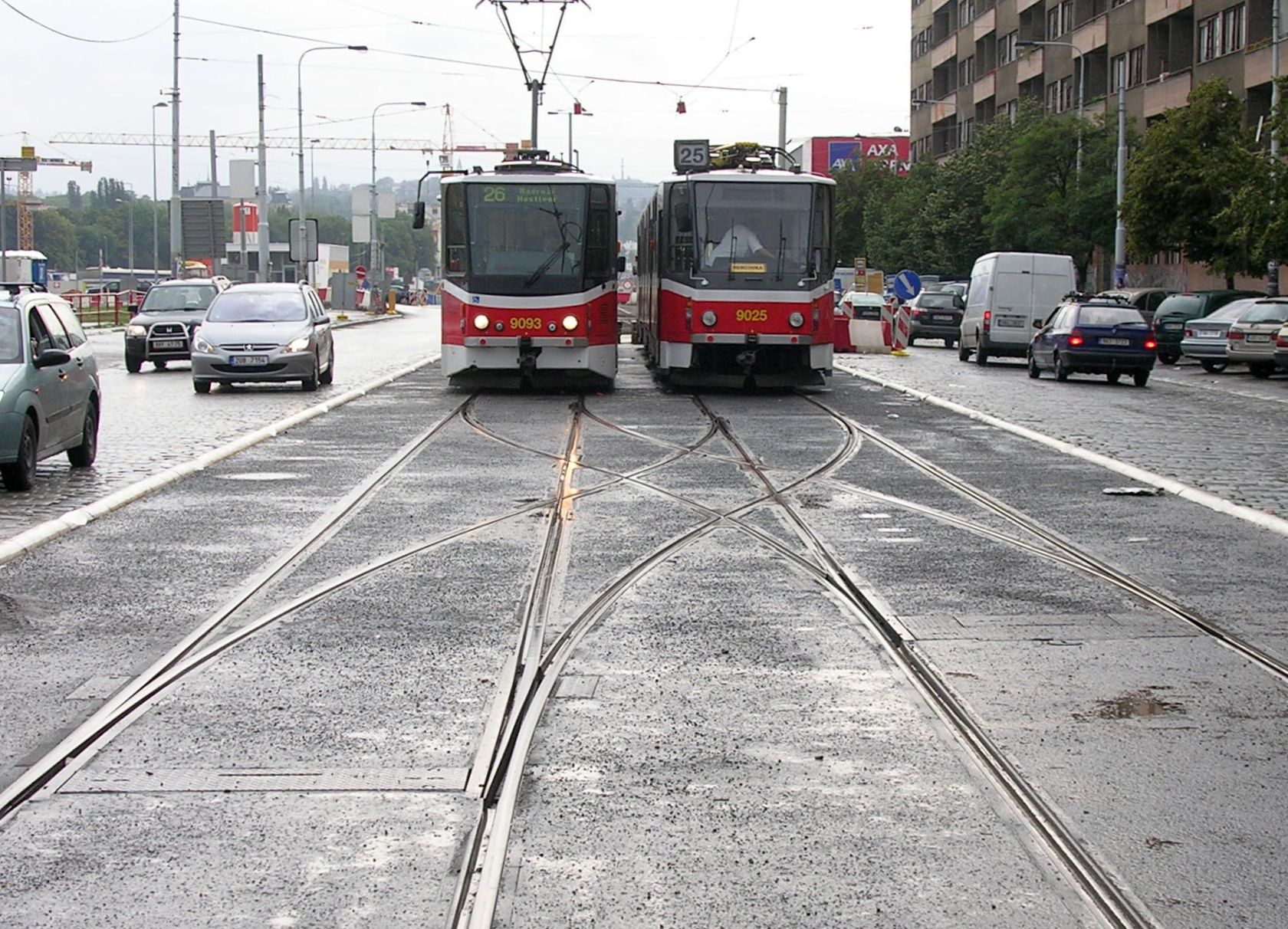
Dočasné obratiště za zastávkou Sparta (červen 2009)

V úseku přes Letenskou pláň byl od 13. května 2008 provoz dlouhodobě přerušen z důvodu výstavby tunelu Blanka. Ze směru od Hradčanské jezdily tramvaje pouze na Chotkovy sady a od 28. června 2008 jezdily ve směru od Strossmayerova náměstí pouze obousměrné tramvaje, protože za zastávkou Sparta se musely obrátit na křížovém kolejovém přejezdu.
K obnovení provozu v úseku přes Letenskou pláň došlo 3. listopadu 2009, avšak rozestavěná zastávka Sparta před stadionem se dočkala zprovoznění až 15. dubna 2011. Původní zastávka Sparta u křižovatky ulic Milady Horákové, Korunovační a Nad Štolou byla k 1. září 2012 přejmenována na Korunovační a ve směru na Strossmayerovo náměstí byla zrušena.

## Fotogalerie

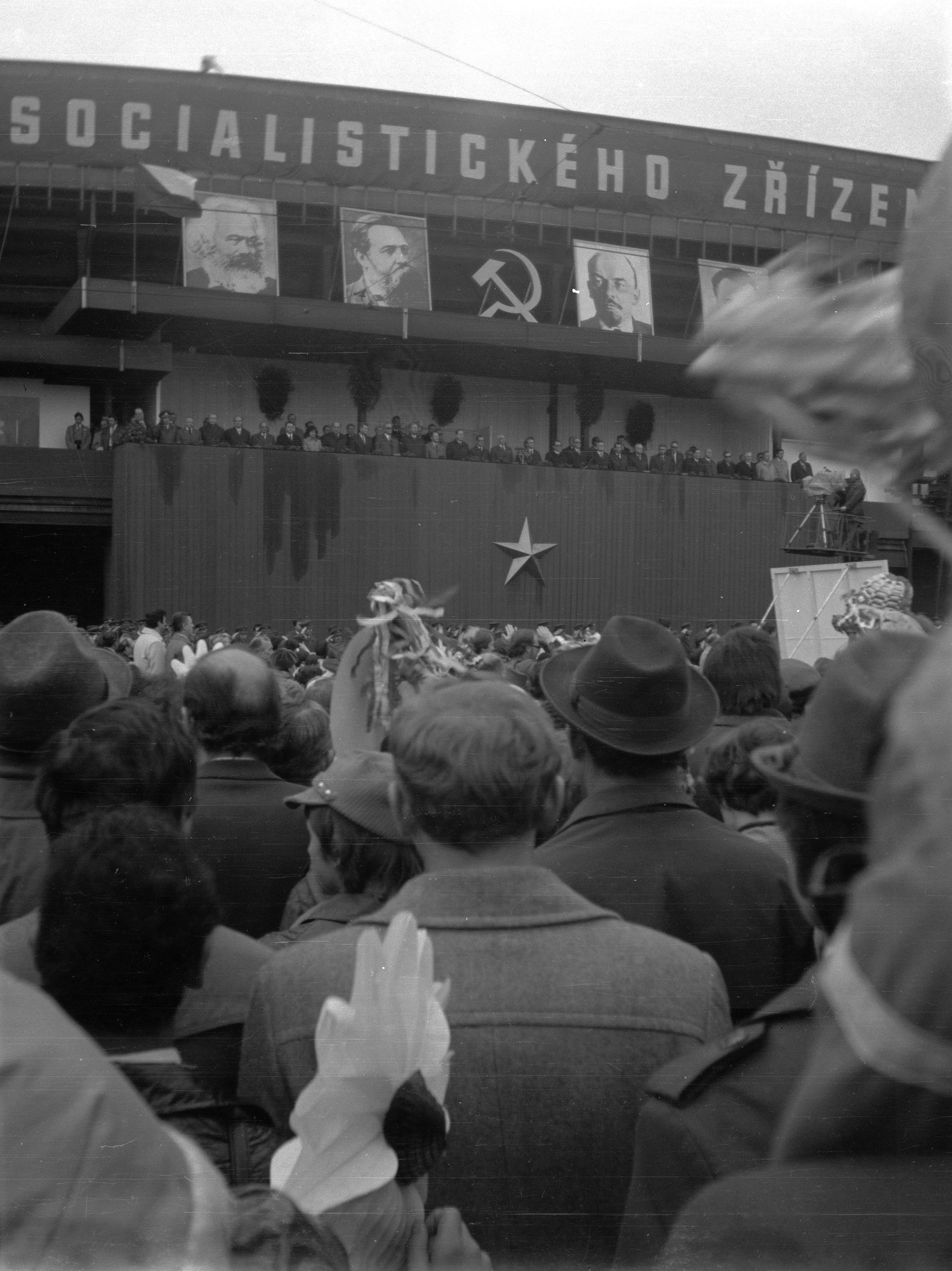
Tribuna letenského stadionu 1. máje 1981
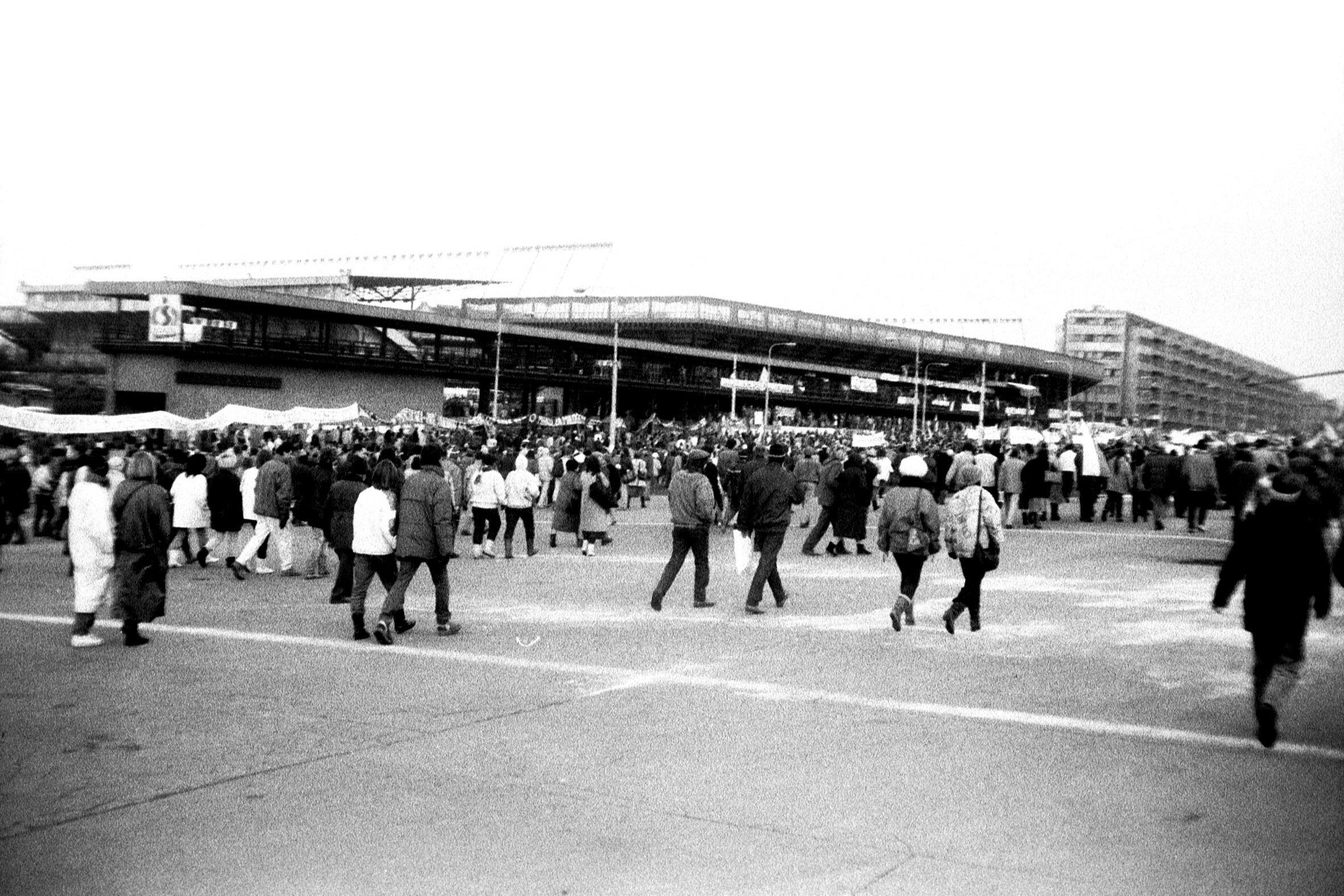
Pohled na stadion z Letenské pláně 25. listopadu 1989
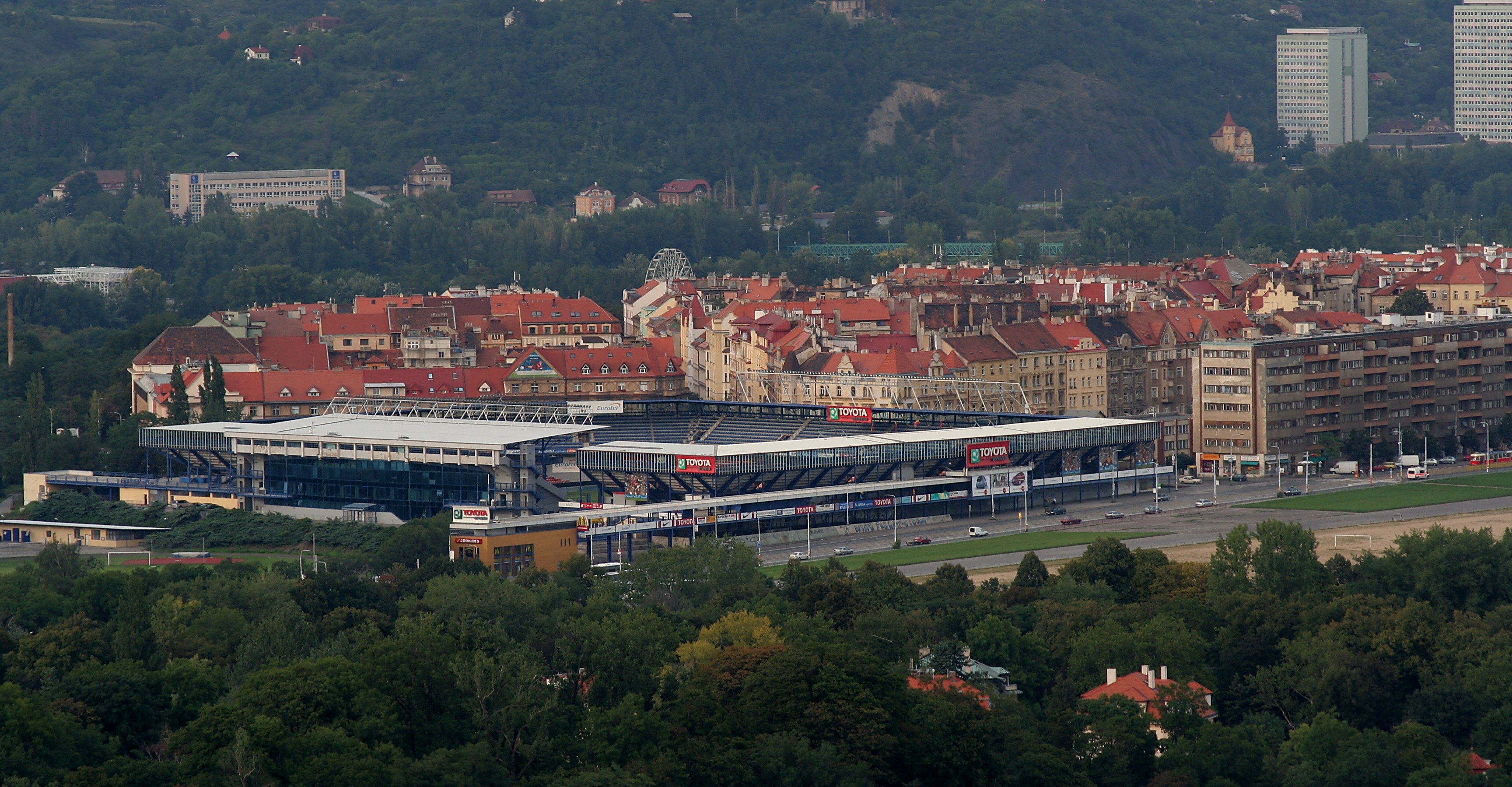
Stadion shora (srpen 2005)
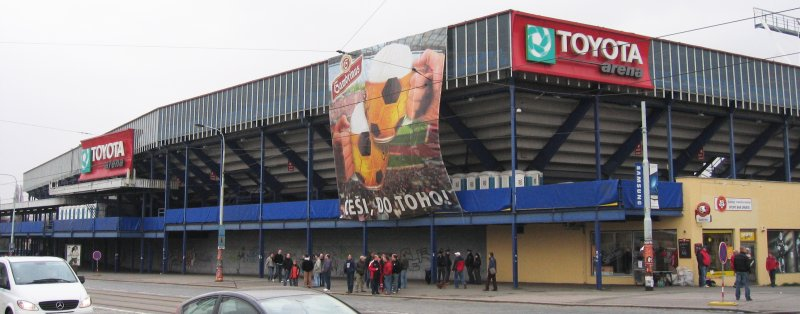
Stadion zvenku s tehdejším názvem Toyota Arena (březen 2007)
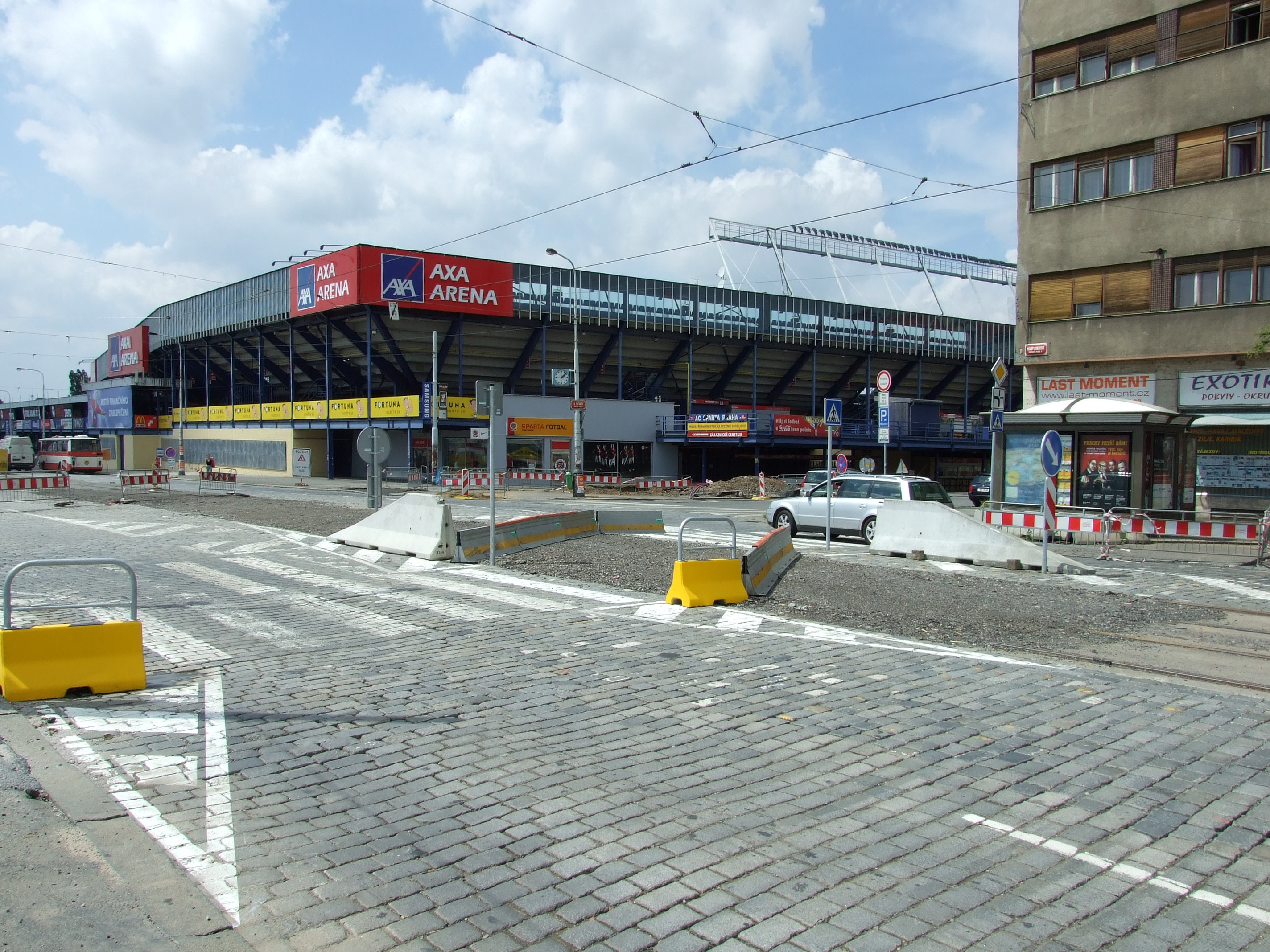
Stadion zvenku s tehdejším názvem Axa Arena (červenec 2008)
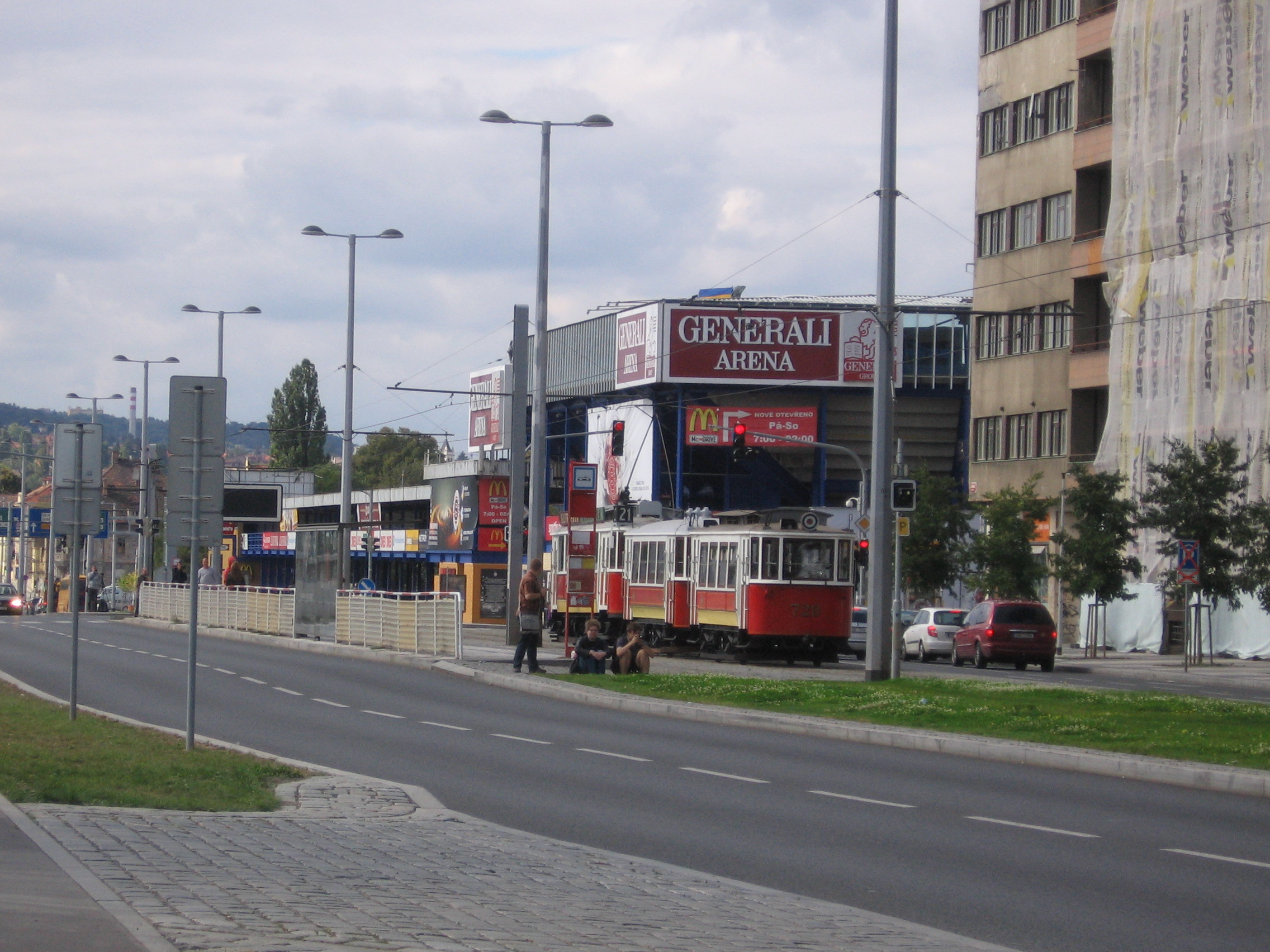
Stadion zvenku s tehdejším názvem Generali Arena (září 2015)
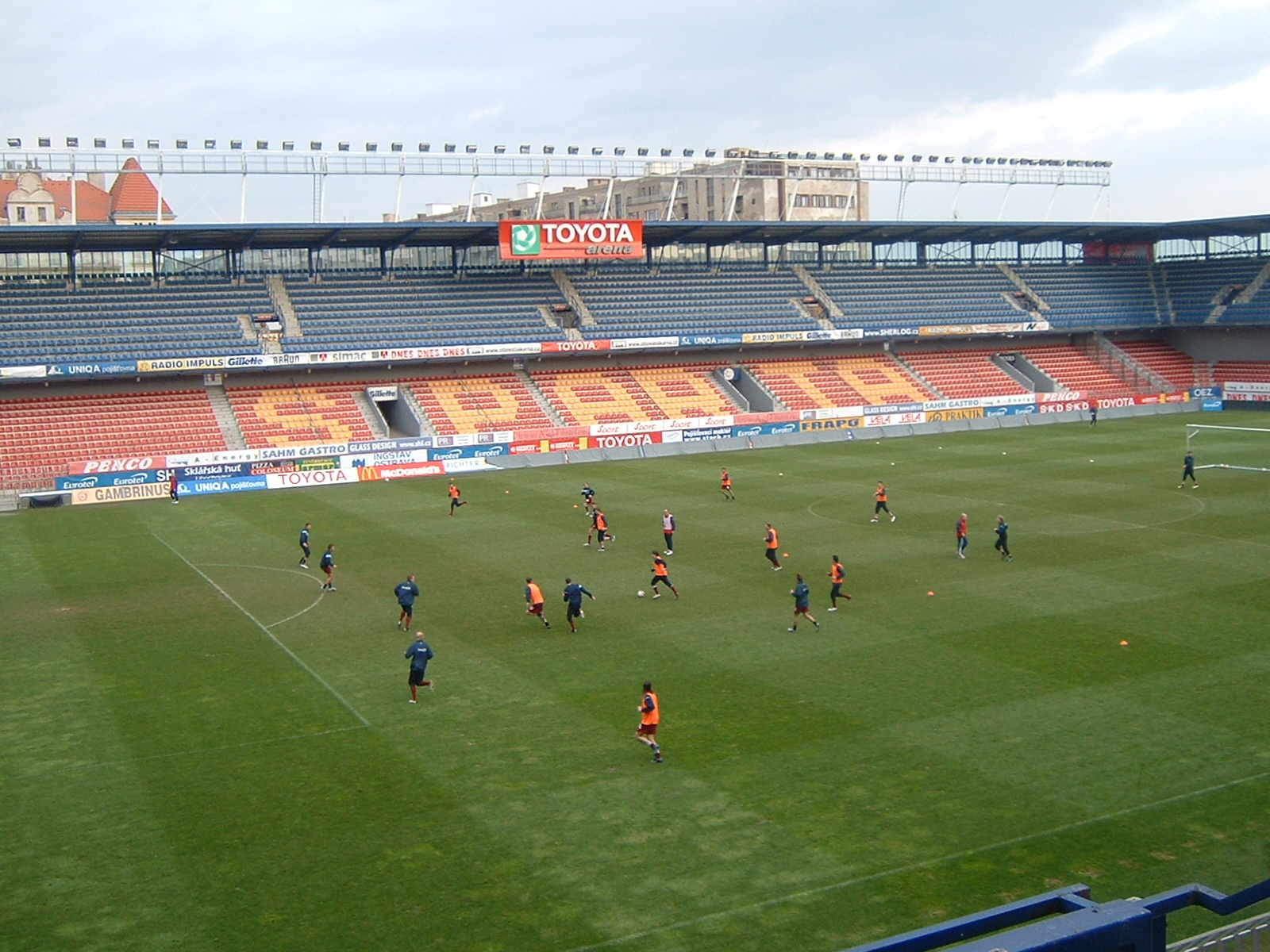
Stadion zevnitř s tehdejším názvem Toyota Arena (říjen 2005)
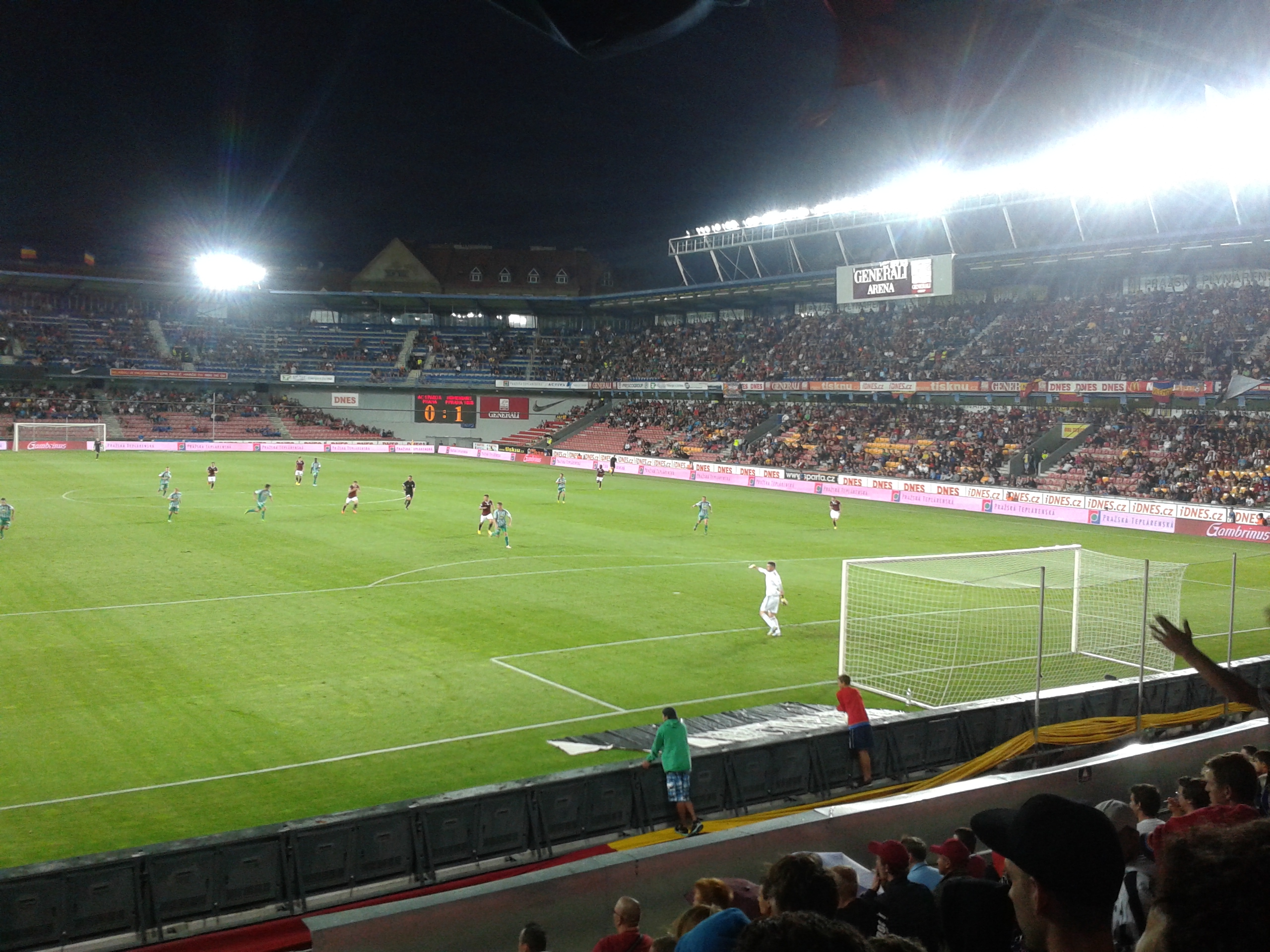
Stadion zevnitř s tehdejším názvem Generali Arena (listopad 2013)
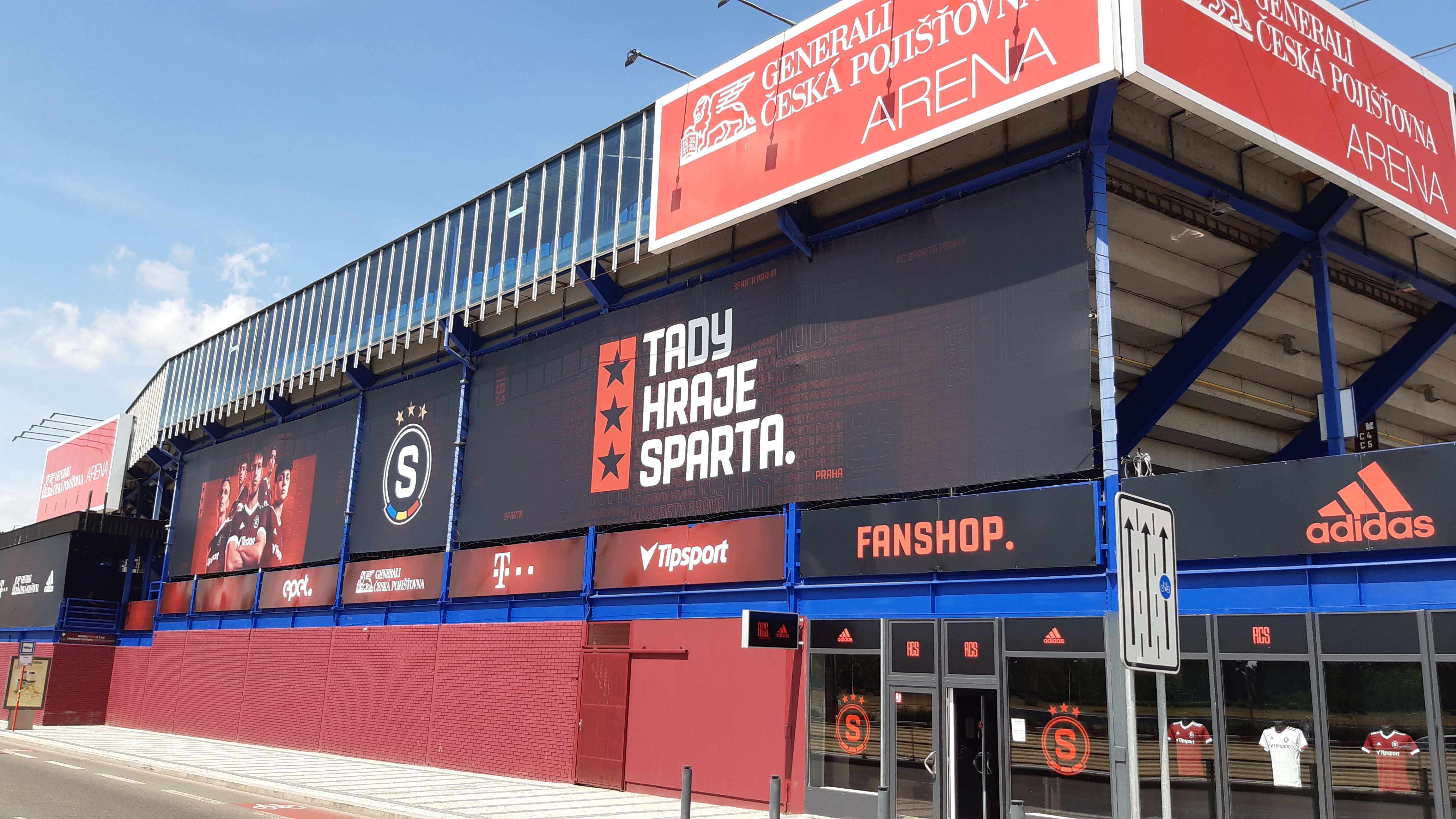
Stadion s novými barvami po změně loga před sezonou 2021/22 (červenec 2021)